# 연암역
연암역(延岩驛)은 조선민주주의인민공화국 량강도 백암군 백암읍에 위치한 백무선의 철도역이다.

## 연혁
- 1935년 9월 1일 : 산양대-연암 간 개통으로 영업 개시[1]